# Shōgo Nakatani
Shōgo Nakatani (中谷祥吾?, Nakatani Shōgo; ...) è un giocatore di football americano giapponese che gioca come defensive back per gli IBM Big Blue.